# Travis Stevens
Travis Stevens (Bellevue, 28 de febrero de 1986) es un deportista estadounidense que compite en judo.
Participó en tres Juegos Olímpicos de Verano entre los años 2008 y 2016, obteniendo una medalla de plata en la edición de Río de Janeiro 2016 en la categoría de –81 kg. En los Juegos Panamericanos consiguió dos medallas, en los años 2007 y 2015.
Ganó ocho medallas en el Campeonato Panamericano de Judo entre los años 2008 y 2016.

## Palmarés internacional
| Juegos Olímpicos        | Juegos Olímpicos           | Juegos Olímpicos  | Juegos Olímpicos |
| Año                     | Lugar                      | Medalla           | Categoría        |
| ----------------------- | -------------------------- | ----------------- | ---------------- |
| 2016                    | Río de Janeiro (Brasil)    | Medalla de plata  | –81 kg           |
| Juegos Panamericanos    |                            |                   |                  |
| Año                     | Lugar                      | Medalla           | Categoría        |
| 2007                    | Río de Janeiro (Brasil)    | Medalla de oro    | –81 kg           |
| 2015                    | Toronto (Canadá)           | Medalla de oro    | –81 kg           |
| Campeonato Panamericano |                            |                   |                  |
| Año                     | Lugar                      | Medalla           | Categoría        |
| 2008                    | Miami (Estados Unidos)     | Medalla de plata  | –81 kg           |
| 2009                    | Buenos Aires (Argentina)   | Medalla de oro    | –81 kg           |
| 2010                    | San Salvador (El Salvador) | Medalla de bronce | –81 kg           |
| 2011                    | Guadalajara (México)       | Medalla de plata  | –81 kg           |
| 2013                    | San José (Costa Rica)      | Medalla de bronce | –81 kg           |
| 2014                    | Guayaquil (Ecuador)        | Medalla de bronce | –81 kg           |
| 2015                    | Edmonton (Canadá)          | Medalla de bronce | –81 kg           |
| 2016                    | La Habana (Cuba)           | Medalla de plata  | –81 kg           |